# ステファン・イヴェルセン
ステファン・イヴェルセン（Steffen Iversen, 1976年11月10日- ）は、ノルウェー・オスロ出身の元サッカー選手。元ノルウェー代表。現役時代のポジションはフォワード。
18歳の時にローゼンボリBKでキャリアを始めると最初の2季でエリテセリエン優勝を2連続で経験した。1996年12月にトッテナム・ホットスパーFCへ移籍し、7季の在籍で公式戦64得点を記録。また、フットボールリーグカップのタイトルを獲得した。ウルヴァーハンプトン・ワンダラーズFCでの短期在籍を経て、母国ノルウェーに戻りヴォレレンガ・フォトバルと契約すると2季の在籍で、クラブが最後に優勝してから実に21季ぶりとなるリーグ優勝に貢献した。2006年に古巣のローゼンボリへ復帰し、2連覇を含め3度のリーグ優勝を経験。2010年のリーグ優勝後にクリスタル・パレスFCと契約し、13ヶ月在籍。2012年3月にローゼンボリへ3度目となる加入をした。
ノルウェー代表としては79試合21得点を記録。UEFA EURO 2000ではグループステージのスペイン戦で決勝点を挙げる。この1得点は同大会でチームが挙げた総得点となっている。

## 経歴

### クラブ

#### 初期
ノルウェー代表にしてエリテセリエンで4度得点王になったオッド・イヴェルセン（en）を父に持つイヴェルセンは、父がヴォレレンガ・フォトバル在籍時にオスロで生まれた。自身も後にプロキャリアを始めることになるローゼンボリBKへ父が移籍することになったため、3歳の時に一家揃ってトロンハイムに移住した。7歳の時にNationalkamerateneと契約する際に、父オッドの手により1984年2月16日付けの契約でイヴェルセンはいつでも無償でローゼンボリに復帰することが出来るとの条項が付け加えられた。その後、Astor FKを経て1994年にローゼンボリの下部組織に入団すると、リザーブチームのデビュー戦で6得点を挙げる活躍を見せた。
1995年にトップチームへ昇格し、同年4月21日にラーケンダル・スタディオンでのコングスビンゲルIL（en）戦で初出場を飾る。最初の2季で50試合18得点を記録し、リーグ優勝2連覇達成に貢献。また、UEFAチャンピオンズリーグにも出場し、最初の期間での最後の試合となったサン・シーロでのACミラン戦では、この強豪を退けることに成功している。

#### トッテナム
1996年12月に移籍金250万ポンドでトッテナム・ホットスパーFCと契約し、ローゼンボリでの最後の試合から僅か4日後のコヴェントリー・シティFC戦でリーグ戦初出場を飾った。ホワイト・ハート・レーンでの7季では、1999年にフットボールリーグカップのタイトルを獲得し、1998-99シーズンと1999-2000シーズンの公式戦でそれぞれクラブ最多の13得点と17得点を挙げた。2003-04シーズンには、同リーグのウルヴァーハンプトン・ワンダラーズFCと1年契約を締結するも、長期に渡る負傷の問題から出場機会は多くはなかった。

#### ノルウェー復帰
2004年に母国復帰したイヴェルセンは、ヴォレレンガと契約し、翌2005年に10年ぶり3度目となるリーグ優勝のタイトルを獲得した。2005年10月31日に契約満了となり退団後は、数ヶ月間フリーエージェントの状態だった。そんなイヴェルセンに対し、RCDマヨルカ、エヴァートンFC、そして前クラブのヴォレレンガを含め幾つかのクラブが関心を寄せている中で2006年2月10日に突如として古巣ローゼンボリ復帰の思いを語り、13日に正式に復帰することが発表された。復帰1季目の2006年に中心選手としてクラブ最多となる17得点を挙げ、自身4度目となるリーグ優勝の原動力となった。そんな活躍を見せるイヴェルセンに対し、冬の移籍市場でKRCヘンクが獲得に大きな関心を示したが、ローゼンボリ残留を望んだことで破談となった。
2010年の夏にはクリスタル・パレスFC、ノリッジ・シティ、イプスウィッチ・タウンFC等、イングランド2部の数クラブから関心を寄せられ、最終的に2011年1月1日にクリスタル・パレスと1年半の契約を締結した。デビュー戦となった3日のプレストン・ノースエンドFC戦で（1-0）で58分に決勝点を挙げ、5試合ぶりの勝利に貢献する素晴らしいスタート切ったかに思われたが、13ヶ月間で20試合2得点に終わり、2012年1月31日に放出された。
2012年2月15日に3度目となるローゼンボリと1年+1年契約を締結したイヴェルセンは、その際にリーグ優勝をするために復帰したと意気込んでいたが、優勝に導くには至らず、2012年11月に現役引退を表明した。

### 代表
U-21代表で中心選手だったUEFA U-21欧州選手権1998に参加すると3位決定戦のU-21オランダ戦での2得点を挙げ、3位に入賞に貢献した。また、この2得点と準決勝のU-21スウェーデンでの1得点を合わせ、計3得点を記録したイヴェルセンは得点王に輝いた。最終的に同カテゴリーでは23試合17得点を記録した。
U-21大会終了後の同年にUEFA EURO 2000予選のアルバニア戦でA代表初出場を飾り、1999年5月20日にジャマイカとの親善試合（6-0勝利）でA代表初得点を挙げた。UEFA EURO 2000では初戦のスペイン戦で頭で決勝点を挙げ、勝利に導いたが、チームが勝利したのは勝利及び得点したのは同試合のみとなり、最下位でグループリーグ敗退が決定した。その後も中心選手として定期的に出場を重ねている中、2008年8月20日のアイルランドとの親善試合に向けたミーティングに寝坊で遅刻したため、オーゲ・ハレイデ監督から帰宅が言い渡された。そのような事件があったにもかかわらず、次の試合となった2010 FIFAワールドカップ・ヨーロッパ予選のアイスランド戦に招集され、2得点を挙げている。
UEFA EURO 2012予選のデンマーク戦が最後の試合となり、ノルウェー代表として79試合21得点を記録した。

## タイトル
クラブ
ローゼンボリBK
- エリテセリエン : 1995, 1996, 2006, 2009, 2010
- ノルウェー・フットボールカップ : 1995

トッテナム・ホットスパーFC
- フットボールリーグカップ : 1998-99

ヴォレレンガ・フォトバル
- エリテセリエン : 2005

個人
- エリテセリエンNTFフットボール・アワード年間最優秀選手賞 : 2006
- クニクセン・アワード（英語版）年間最優秀FW部門 : 2006
- エリテセリエンNTFフットボール・アワード月間最優秀選手賞 : 2006年9月度
- Gullklokka
- UEFA U-21欧州選手権得点王 : 1998